# Murder in the Air
Murder in the Air é um filme de drama estadunidense de 1940 dirigido por Lewis Seiler e escrito por Raymond L. Schrock. O filme é estrelado por Ronald Reagan.

## Sinopse
No filme, Brass Bancroft (Ronald Reagan) é um agente do Serviço Secreto cuja missão é defender uma nova super arma chamada “Projetor de Inércia”, um “projetor de raio da morte” descrito como um “dispositivo para lançar ondas elétricas capazes de paralisar a corrente alternada e direta em sua fonte”.

## Elenco
- Ronald Reagan ... Brass Bancroft
- John Litel ... Saxby
- Lya Lys ... Hilda Riker
- James Stephenson ... Joe Garvey
- Eddie Foy, Jr. ... Gabby Watters
- Robert Warwick ... Doutor Finchley
- Victor Zimmerman ... Rumford
- William Gould ... Admiral Winfield
- Kenneth Harlan ... Comandante Wayne
- Frank Wilcox ... Hotel Clerk
- Owen King ... George Hayden
- Dick Rich ... John Kramer
- Charles Brokaw ... Otto
- Helen Lynd ... Dolly